# Peter Collinson
Peter Collinson (Cleethorpes, Lincolnshire, 1 d'abril de 1936 – Los Angeles, 16 de desembre de 1980) va ser un director de cinema britànic, recordat per haver dirigit Un treball a Itàlia (1969).

## Primers anys
Els seus pares, una actriu i un músic, es van separar quan tenia dos anys; va ser criat pels seus avis. Des dels vuit anys fins als 14 anys va assistir a l'Actors' Orphanage de Chertsey, Surrey, on va tenir l'oportunitat d'escriure i actuar en moltes obres de teatre.
Noël Coward, que aleshores era president de l'orfenat, es va convertir en el seu padrí i el va ajudar a obtenir llocs de treball a la indústria de l'entreteniment, que fou dramatitzat en l'obra de ràdio Mr Bridger's Orphan de Marcy Kahan el 2013. (Collinson va dirigir després Coward en la seva pel·lícula més coneguda, Un treball a Itàlia (1969)). Va fer una audició per RADA però va ser rebutjat, per la qual cosa va anar a treballar per al teatre New Cross Empire als 14 anys, va fer diverses tasques teatrals fins al 1954, quan va ser cridat al servei militar. Va servir com a soldat amb el Queen's Royal Regiment (West Surrey) durant dos anys a la Federació Malaia durant l'emergència malaia.

## Carrera
Els primers treballs de televisió de Collinson van incloure el temps com a assistent de director per a la BBC i la direcció d'ATV als estudis Elstree. Va ser ajudant de direcció en un curtmetratge, The Pit (1962), i va fer un documental, Blackwater Holiday (1963).
També va treballar amb Telefís Éireann, la televisió nacional de la República d'Irlanda, i el 1963 va guanyar el Jacob's Award per la seva producció The Bomb. Va produir un escenari musical a Dublín, Carrie (1963), protagonitzat per Ray McAnally.
Collinson va començar a dirigir televisió: els telefilms Don't Ever Talk to Clocks (1964), In Loving Memory (1964), The One Nighters. També va dirigir episodis de Sergeant Cork (1964), The Sullavan Brothers (1964), The Plane Makers (1964), Love Story (1964-65), Front Page Story (1965), Knock on Any Door (1965), A Day of Peace (1965) Blackmail (1965-66), The Power Game, Women, Women, Women i The Informer (tots el 1966).

### Cinema
Mentre treballava a TV va conèixer al productor Michael Klinger, qui li va oferir el paper de director a la pel·lícula The Penthouse (1967); es va convertir en el seu debut en la direcció. Protagonitzada per Suzy Kendall, la pel·lícula de baix pressupost va ser llançada als Estats Units i va resultar ser un èxit sorpresa.
Collinson va seguir amb Up the Junction (1968), protagonitzada per Kendall i Dennis Waterman, que van rebre algunes crítiques contundents.
Collinson va dirigir dues pel·lícules per la Paramount, ambdues produïdes per Michael Deeley: The Long Day's Dying (1968), una pel·lícula bèl·lica de baix pressupost, i Un treball a Itàlia (1969), una pel·lícula d'atracaments protagonitzada per Michael Caine i Noel Coward. Dino De Laurentiis va dir que dirigiria una pel·lícula sobre Ned Kelly a Austràlia, The Iron Outlaw, però mai no es va fer.
En lloc d'això, Collinson va anar a Turquia on va dirigir Tony Curtis i Charles Bronson a No es pot guanyar sempre (1970). Va xocar amb Curtis durant el rodatge. Havia de dirigir un biopic sobre Robert Capa, però mai no es va fer.
De tornada a Anglaterra va dirigir Fright (1971), un thriller amb Susan George. Va fer una pel·lícula de terror per Hammer Films, Straight On till Morning (1972), amb Rita Tushingham, després Espectadora innocent (1972), un thriller rodat a Espanya i Turquia amb Stanley Baker.
Collinson va anar a Espanya a dirigir el western The Man Called Noon (1973). Va continuar amb Open Season (1974), amb Peter Fonda; un remake de Deu negrets (1974), filmada a l'Iran amb Oliver Reed; un remake de L'escala de cargol (1975), rodada a Anglaterra amb Jacqueline Bisset; Target of an Assassin (1976), filmada a Sud-àfrica amb Anthony Quinn; i La traïció (1976), rodada a Israel amb Reed.
Va anar al Canadà per Tomorrow Never Comes (1978), amb Donald Sutherland i Susan George; fou seleccionada a l'11è Festival Internacional de Cinema de Moscou. La va seguir The House on Garibaldi Street (1979), un telefilm estatunidenc protagonitzat per Topol.
La seva última pel·lícula va ser Retorn a la terra (1980), rodada a Austràlia amb William Holden i Ricky Schroder.
Anava a dirigir The Gangster Chronicles per a la televisió estatunidenca, però va morir poc abans de començar la filmació. Richard Sarafian el va substituir.

## Vida personal
Durant el rodatge de Retorn a la terra (1980), Collinson va descobrir que estava malalt terminal; va morir de càncer de pulmó a Los Angeles. Va ser sobreviscut per la seva dona Hazel i dos fills, de 13 i 10 anys.

## Filmografia
- The Pit (1962) (ucrt) - assistent de director
- Blackwater Holiday (1963) (documental)
- Don't Ever Talk to Clocks (1964) (telefilm)
- Sergeant Cork (1964) (sèrie de televisió)
- The Sullavan Brothers (1964) (sèrie de televisió)
- The Plane Makers (1964) (sèrie de televisió)
- Love Story (1964-65) (sèrie de televisió)
- Front Page Story (1965) (sèrie de televisió)
- Knock on Any Door (1965) (sèrie de televisió)
- Blackmail (1965-66) (sèrie de televisió)
- The Power Game (1966) (sèrie de televisió)
- Women, Women, Women (1966) (sèrie de televisió)
- The Informer (1966) (sèrie de televisió)
- The Penthouse (1967)
- Up the Junction (1968)
- The Long Day's Dying (1968)
- Un jour de paix en Angleterre: Demain, peut-être... (1968) (curtmetratge)
- Un treball a Itàlia (1969)
- No es pot guanyar sempre (1970)
- Fright (1971)
- Straight On till Morning (1972)
- Espectadora innocent (1972)
- The Man Called Noon (1973)
- Open Season (1974)
- Deu negrets (1974)
- L'escala de cargol (1975)
- Target of an Assassin (1976)
- La traïció (1976)
- Tomorrow Never Comes (1978)
- The House on Garibaldi Street (1979)
- Retorn a la terra (1980)

## Altres fonts
- Field M.. The Making of the Italian Job.  Batsford, 2001. ISBN 0-7134-8682-1.